# Corea del Sud ai VII Giochi olimpici invernali
La Corea del Sud partecipò ai VII Giochi olimpici invernali, svoltisi a Cortina d'Ampezzo, Italia, dal 26 gennaio al 5 febbraio 1956, con una delegazione di 4 atleti impegnati in una disciplina.